# Старший Фершо (фільм, 2001)
«Старший Фершо» (фр. L'Aîné des Ferchaux) — французький двосерійний телефільм 2001 року, знятий режисером Бернаром Стора, з Жаном-Полем Бельмондо і Самі Насері у головних ролях.

## Сюжет
Багатого та впливового бізнесмена Поля Фершо напередодні укладання великого контракту підставляє хтось із його найближчого оточення. В результаті угода зривається, його молодший брат і бізнес-партнер потрапляє у в'язницю, а сам Фершо змушений рятуватися втечею за кордон. Залишившись без друзів та засобів для існування та оселившись у глухому містечку в Північній Африці, він відчайдушно бореться за виживання та будує плани на майбутнє. Його мета — помститися своїм ворогам і повернути собі добре ім'я та втрачений стан.

## У ролях
- Жан-Поль Бельмондо — Пауль Фершо
- Самі Насері — Майк Боде
- Гала Далі — Мод
- Жюлі Депардьє — Ліна
- Бріджитт Руан — Мірей Боссон
- Бернар Верлі — Жіль Фершо
- Філіпп Корсан — Боб Флері
- Даніель Руссо[en] — Френк
- Ів Жак — Жакен, вчитель
- Тішоу — Луїза
- Крістіана Мюллер — Жуетт
- Лоран Берте — Джеф
- Клод Броссе — Віктор
- Антуан Дюлері — Андреані
- Педро Хесус Фігероа — Суска
- Жан-Кретьєн Зібертен-Блан — Рів'єр
- Франсуа Руа — Носорог
- Селіна Самі — Марінетт
- Альфредо Наранхо — епізод
- Венсан Обер — Трошу
- Одетта Халіч — Мадлен Фершо
- Гектор Ернандес — Артуро
- Наталі Колона — мадам Рівьєр
- Мартіна Шевальє — Єва
- П'єр Верньє — компаньонка Мода
- Шарлотта Де Жорж — дівчина з Женеви
- Едуард Солер — швейцарський адміністратор
- Джоан Куссо — іспанський консьєрж
- Тьєррі Хіменес — поліцейський
- Роберто Кольменарес — лікар
- Вільфредо Сіснерос — банкір
- Арі Ельмале — господар бару
- Гектор Кампобелло — стара людина
- Вілфрід Бош — голова кабінету міністрів
- Вільям Вільямізар — хлопчик на самокаті
- Арнольдо Хосе Санчес — хлопчик на самокаті
- Еміль Абоссоло Мбо — африканець
- Банда Марсіаль — музичний у Джефа
- Жан Хаш — метрдотель
- Тьєррі Ненец — в'язничний охоронець
- Бернар Шарнасе — продавець одягу
- Жан-Марк Мінео — тренер по тхеквондо
- Вільгельм де Андрей — добрий велетень
- Жан-Марі Дона — таксист з Женеви
- Франк Торджман — поліцейський
- Амелі Доре — сиділка
- Філіпп Франк — жандарм
- Неллі Гербо — секретар
- Наталі Брук — касир
- Хосе Фюманаль — судовий пристав
- Бібі Насері — хлопець в барі
- Бернар Алан — міністр
- Мелані Гамбієр — журналіст
- Жан-Луї Каффьє — журналіст
- Ерік Моро — адвокат

## Знімальна група
- Режисер — Бернар Стора
- Сценарист — Бернар Стора
- Оператор — Грар де Баттіста
- Композитор — Луїс Енрікес Бакалов
- Художник — Жан-П'єр Базероль
- Продюсери — Ксав'є Грін, Жан-П'єр Герен, Кармен Рівас
- Кастинг-директор — Крістіан Лебріма